# Ferrovia sospesa di Wuppertal
La Schwebebahn (nome ufficiale per esteso: Einschienige Hängebahn System Eugen Langen) è una ferrovia sospesa (sistema Langen) che effettua un servizio di tipo metropolitano nella città di Wuppertal.
Ha la particolarità di utilizzare convogli appesi a una rotaia posta su una struttura portante elevata rispetto alla superficie stradale.

## Storia
Entrata in funzione nel 1901 è, per tale motivo, la più antica ferrovia di questo tipo al mondo. Ancora in funzione ai giorni nostri, comprende 20 fermate tra i capolinea (Wuppertal-Vohwinkel e Oberbarmen). È stata oggetto di restauro e rinnovamento dal 2001 al 2005.

## Galleria d'immagini

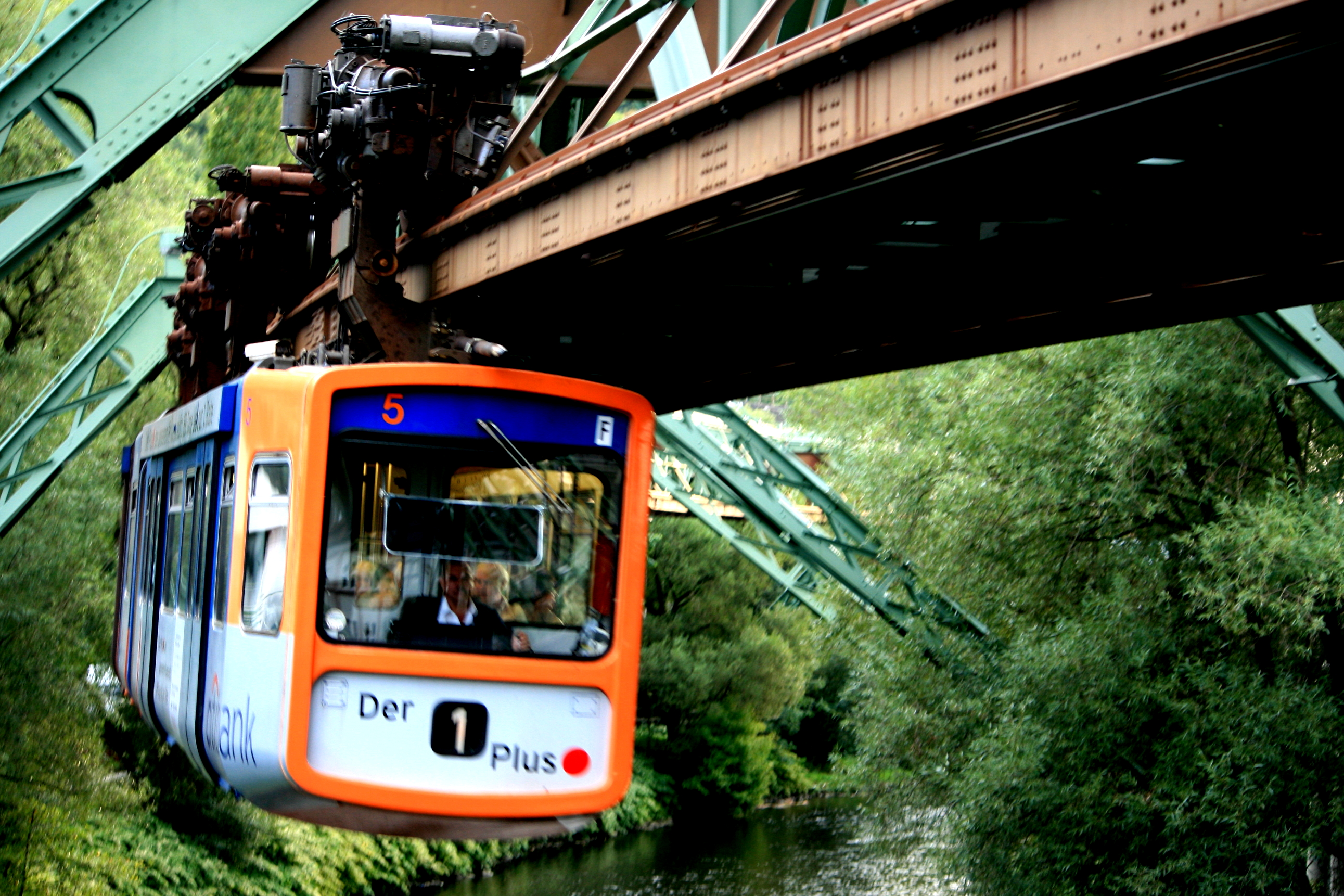
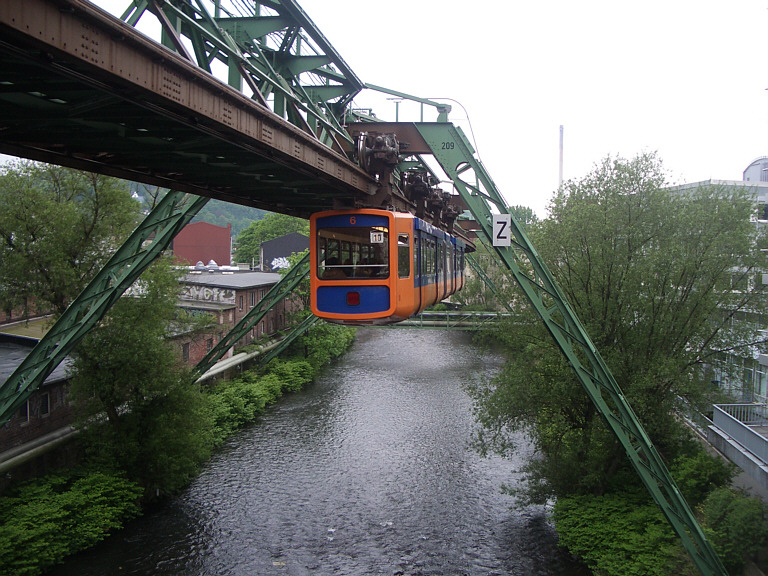
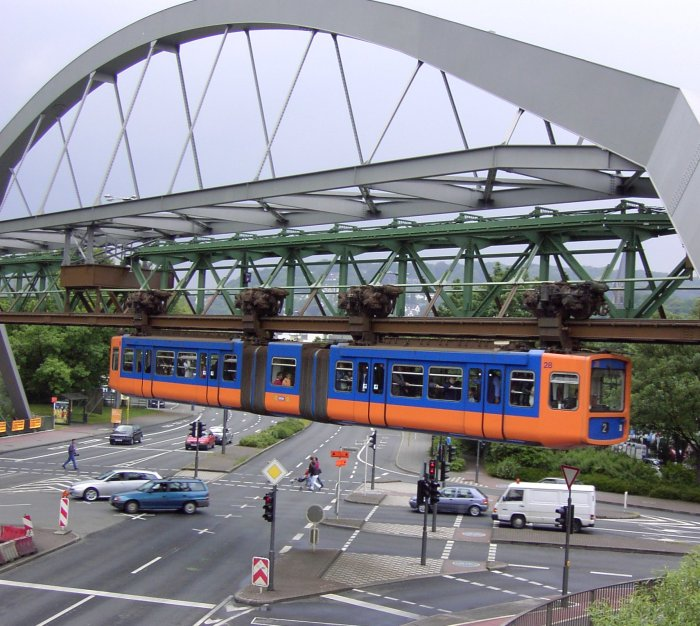

## Percorso
| Unknown route-map component "uhKDSTa" |

| Unknown route-map component "uhHST" |

| Unknown route-map component "uhHST" |

| Unknown route-map component "uhHST" |

| Unknown route-map component "uSKRZ-Ao" + Unknown route-map component "uhSTR" |

| Unknown route-map component "uhHST" |

| Unknown route-map component "uhSTR" |

| Unknown route-map component "uehBST" |

| Unknown route-map component "uhHST" |

| Waterway under railway bridge + Unknown route-map component "uhSTR" |

| Unknown route-map component "uhHST" |

| Unknown route-map component "uhHST" |

| Unknown route-map component "uhHST" |

| Unknown route-map component "uhHST" |

| Unknown route-map component "uhHST" |

| Unknown route-map component "uhHST" |

| Unknown route-map component "uhHST" |

| Unknown route-map component "uehBST" |

| Unknown route-map component "uhHST" |

| Unknown route-map component "uhHST" |

| Unknown route-map component "uhHST" |

| Unknown route-map component "uhHST" |

| Unknown route-map component "uhHST" |

| Unknown route-map component "uhHST" |

| Unknown route-map component "uhHST" |

| Unknown route-map component "uhHST" |

| Unknown route-map component "uhKDSTe" |